# 138
| 138                |
| ------------------ |
| Dødsfald - Fødsler |
|                    |

| Gregoriansk kalender | 138 CXXXVIII            |
| Ab urbe condita      | 891                     |
| Armensk kalender     | I/T                     |
| Kinesiske kalender   | 2834 – 2835 丁丑 – 戊寅 |
| Etiopisk kalender    | 130 – 131               |
| Jødisk kalender      | 3898 – 3899             |
| Hindukalendere       |                         |
| - Vikram Samvat      | 193 – 194               |
| - Shaka Samvat       | 60 – 61                 |
| - Kali Yuga          | 3239 – 3240             |
| Iransk kalender      | 484 BP – 483 BP         |
| Islamisk kalender    | 499 BH – 498 BH         |

Se også 138 (tal)

## Dødsfald
- 10. juli – Hadrian, romersk kejser